# Hydraulikhammer

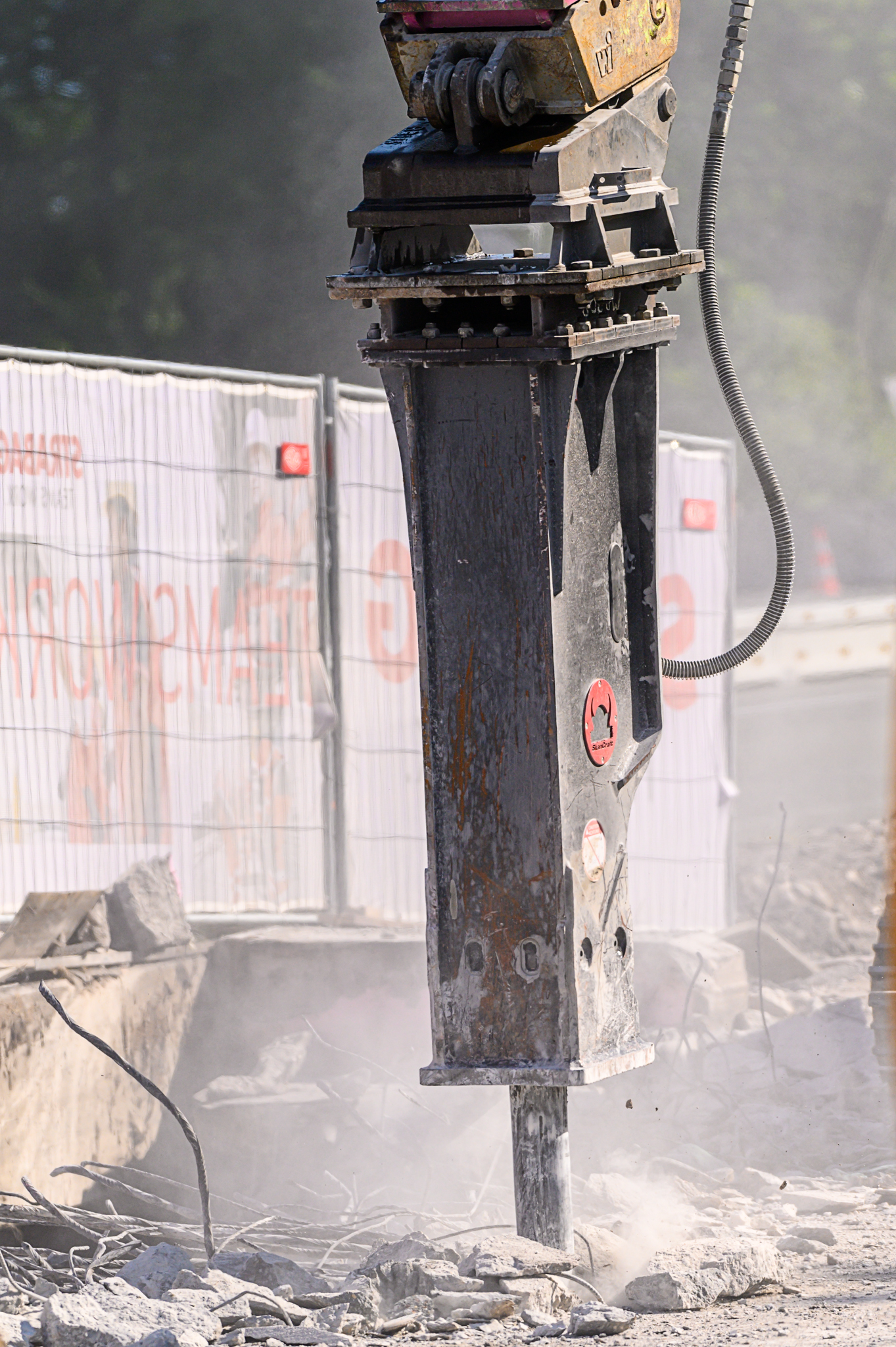
Hydraulikhammer SkanCraft SCB22 beim Abbruch einer Brücke (1230 kg, 2804 Joule Schlagenergie), verbunden ist der Hydraulikhammer mit dem Bagger mittels Schnellwechsler

Der Hydraulikhammer oder Abbruchhammer ist ein Bagger-Anbaugerät zur Zerstörung von Bauteilen wie Stein und Beton bzw. Fels, ähnlich einem Drucklufthammer. Im Gegensatz zu etwa Abbruchzangen kann ein Hydraulikhammer Material nur brechen und nicht etwa Armierungen schneiden.

## Aufbau, Funktionsweise und Kennzahlen
Ein Hydraulikhammer besteht aus Schlagwerk, Gehäuse sowie – als Einsteckwerkzeug – Meißel.
Das Schlagwerk wandelt die vom Trägergerät (Bagger) über Hochdruckschläuche in Form von Hydrauliköldruck und -fluss geleistete Arbeit in kinetische Energie um und überträgt diese auf den Meißel. Dazu wird mittels des Öls Druck in einem Speicher (zum Beispiel einem Stickstoff-Speicher mit Membrane) aufgebaut, der dann ruckartig seinen Inhalt auf den darunter liegenden Schlagkolben freigibt und diesen so in Bewegung versetzt. Die pro einzelnem Schlag übertragene Energie heißt die Schlagenergie, die Zahl der Einzelschläge pro Zeitspanne heißt die Schlagzahl.
Der Meißel leitet, wenn der Schlagkolben auf ihn auftrifft, dessen Energie in das zu brechende Material ein, wobei je nach dessen Eigenschaften Spitz-, Flach- oder Stumpfmeißel verwendet werden. Der Meißel wird von der Meißelbuchse geführt; Haltekeile verhindern ein vollständiges Herausrutschen des Meißels. Der Meißel ist meistens oberflächengehärtet und als Verschleißteil mit wenig Aufwand auswechselbar.
Dem Gehäuse kommt insbesondere die Aufgabe der Lärm- und Vibrationsdämmung zu. Es ist dazu üblicherweise geschlossen und gedämpft ausgeführt. Seine charakteristische, unten verjüngte Form rührt vom unterschiedlichen Platzbedarf des oben angeordneten Schlagwerks und der unten angeordneten Meißelbuchse mit den Haltevorrichtungen her.
Neben der Schlagenergie und der Schlagzahl sind vor allem die Eigenmasse und die Konstruktionshöhe (mit bzw. ohne Meißel) weitere wichtige Kennzahlen.

## Betrieb und Verwendung

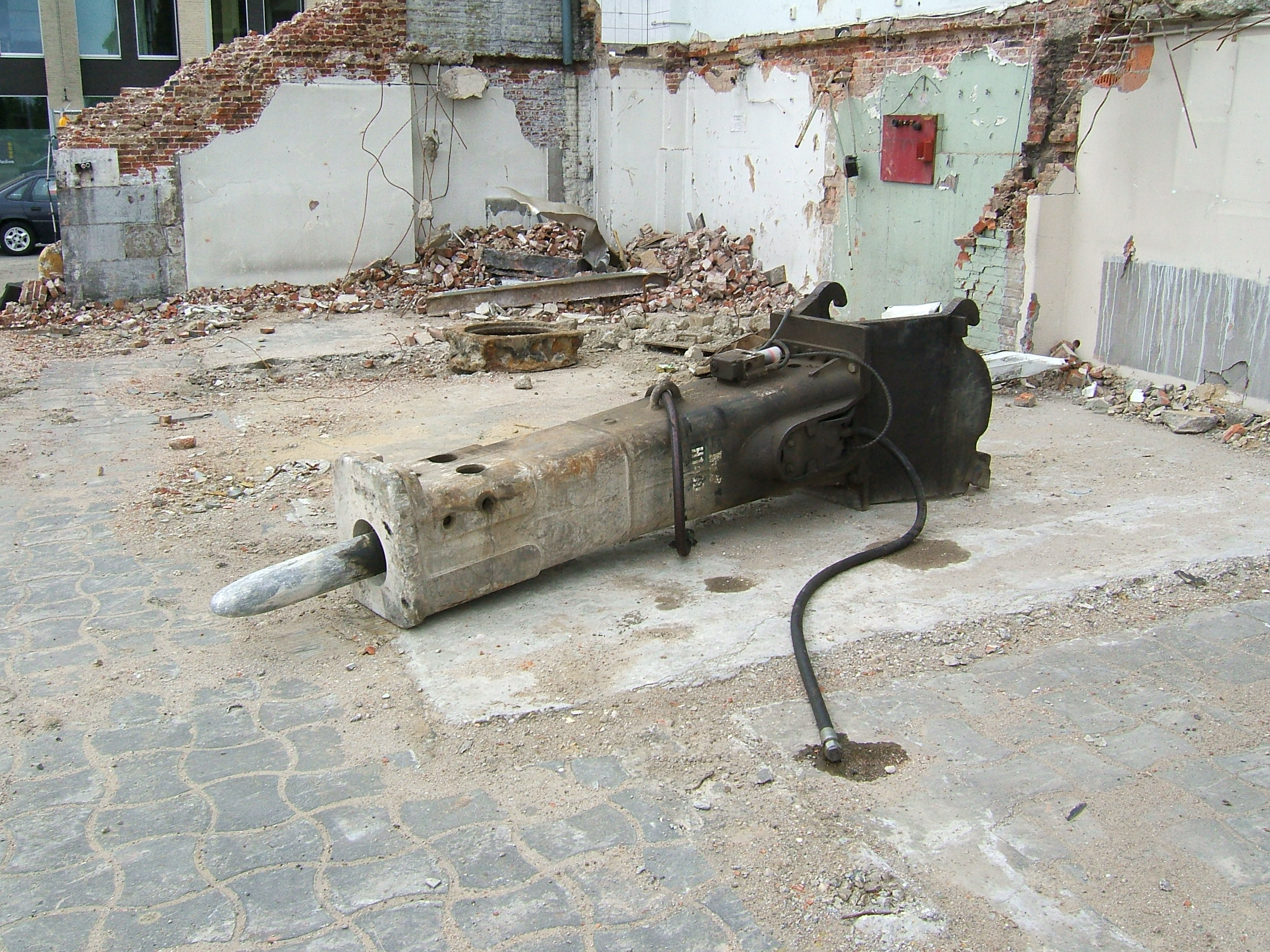
Hydraulikhammer

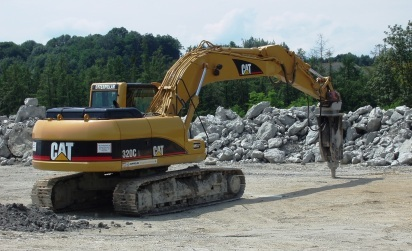
CAT-Kettenbagger mit Abbruchhammer

Um den Hydraulikhammer zu bewegen, mit der nötigen Kraft auf das zu brechende Material zu drücken sowie mit Hydrauliköl zu versorgen, wird er an ein geeignetes Trägergerät (zum Beispiel Bagger) angebaut, dessen Größe sich maßgeblich nach der Eigenmasse des Hammers richtet.
Um die Haltekeile und die Meißelbuchse nicht zu beschädigen, darf der Hammer möglichst nicht leer, das heißt ohne Untergrund, betrieben werden. Maßgebliche Betriebsparameter während des Einsatzes sind der hydraulische Druck sowie der Ölfluss an der hydraulischen Pumpe am Trägergerät, weiterhin die Öltemperatur und der Gegendruck auf der Rückfluss-Ölleitung. Im Meißelbetrieb hat das Hydrauliköl eine verstärkte Belastung und sollte häufiger kontrolliert und früher gewechselt werden. Die Gelenke und Lager des Baggerarms werden ebenfalls stärker belastet und verschlissen, entsprechend fällt auch der Stundensatz im Meißelbetrieb meistens höher aus.
Beispielsweise benötigte ein Montabert BRH 501 der 1980er Jahre mit gut 1 t Masse in etwa 80 bar Druck bei einem Ölfluss von 110–140 ℓ·min−1. Daraus wurden etwa 1600 J Einzelschlagarbeit bei maximal 400 Schlägen in der Minute gewonnen. Ein vergleichbarer Hydraulikhammer heutzutage, etwa der LST XB 1100 iS, benötigt 85–130 ℓ·min−1, allerdings bei bis zu 140 bar, was eine Schlagarbeit um 2000 J bei bis zu 1060 Schlägen in der Minute ergibt. Geräte dieser Größenklasse werden an Trägergeräte von 12–22 t Eigenmasse montiert.
Große Hydraulikhämmer werden hauptsächlich als Produktionsmaschine zur Direktgewinnung in Steinbrüchen eingesetzt. Mittlere und kleine Hydraulikhämmer dagegen vorwiegend zur Sekundärzerkleinerung oder Abriss von Gebäuden und Fundamenten, aber auch im Tiefbau, Graben- und Straßenbau, wenn der Untergrund felsig ist.

## Entwicklung
Der erste Hydraulikhammer HM 400 wurde 1967 von Krupp (heute Atlas Copco) in Essen entwickelt und war wohl das erste maschinengeführte Abbruchwerkzeug. Er beruhte auf einem 1963 erteilten Patent über ein hydraulisches Schlagwerk. Dieses erste System war allerdings noch verbesserungswürdig. Vollständig akzeptiert wurde das Konzept Hydraulikhammer daher erst, als 1969 der Montabert (heute Ingersoll-Rand) BRH auf den Markt gebracht wurde. Der BRH 501 ist einer der am meisten eingesetzten Hydraulikhämmer.
Weitere Meilensteine bei der Entwicklung der Hydraulikhämmer waren:
- 1986 die Erfindung des intelligenten Schlagsystems durch Indeco – zuvor schlugen Hydraulikhämmer mit konstanter Frequenz und konstanter Kraft. Eine spezielle Steuerung zur Erkennung der Materialhärte erlaubte nun die automatische Einstellung des Kraft-Frequenz-Verhältnisses.
- 1989 die Erfindung des schallgedämpften Gehäuses durch Henze Baumaschinen, mit dem die Schallbelastung bei Arbeiten mit dem Hydraulikhammer um 10–20 dB (A) gesenkt werden konnte.
- 2007 Vorstellung des größten Hydraulikhammers der Welt (HB 10000) mit einer Dienstmasse von 10 t durch Atlas Copco. Der Hammer ist für Trägergeräte zwischen 85 t und 140 t Eigenmasse vorgesehen. Er bringt eine Einzelschlagenergie von über 16 kJ (AEM) bei einer Schlagzahl von 380 min−1 auf.
- 2008 Hydraulikhammer XB5100iS oder XB7900iS von LST mit einer Konstruktionshöhe inklusive Meißel von 3,5 m (2,7 m ohne Meißel), 18,9 kJ Schlagenergie (nicht AEM) und einer Schlagzahl zwischen 240 min−1 und 550 min−1.